# Montegrosso
 Montegrosso  là một xã ở tỉnh Haute-Corse trên đảo Corse, Pháp. Xã này có diện tích 22,78 km², dân số năm 1999 là 354 người. Khu vực này có độ cao mét trên mực nước biển.

## Xem thêm

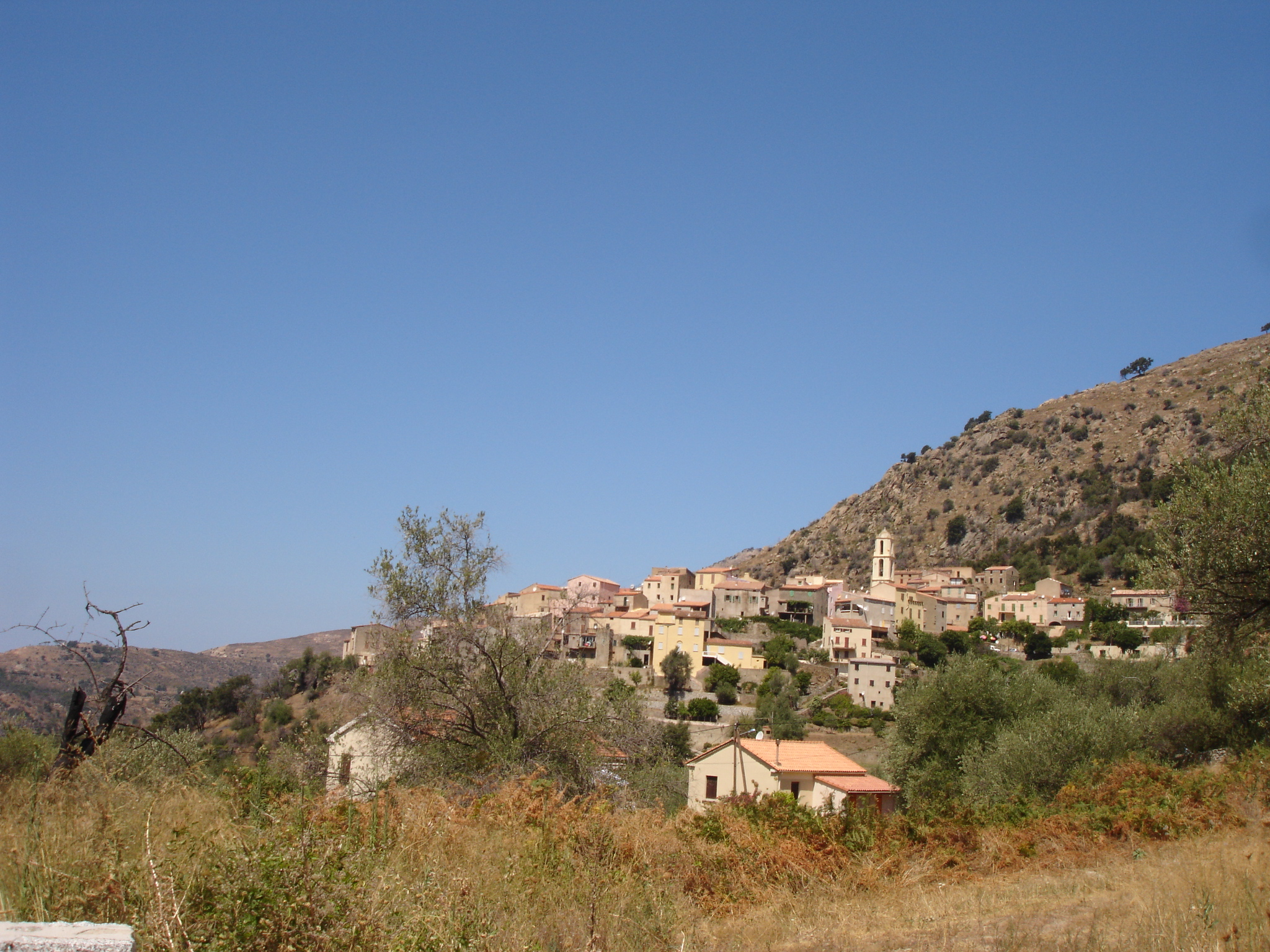
The village